# برايان سير
برايان سير هو لاعب دارت كندي، ولد في 30 يونيو 1956 في غلاسكو الجديدة، نوفاسكوشيا في كندا.

## وصلات خارجية
- برايان سير على موقع DartsDatabase.co.uk (الإنجليزية)